# Komorniki
Komorniki è un comune rurale polacco del distretto di Poznań, nel voivodato della Grande Polonia.
Ricopre una superficie di 66,55 km² e nel 2004 contava 13 330 abitanti.

## Turismo
La cittadina è posta al 88,5º km del Sentiero regio polacco.